# Чёрный Двор
Чёрный Двор — деревня в Артёмовской волости Невельского района Псковской области. Расположена примерно в 33 километрах от районного центра города Невеля на автомобильной трассе Невель — Усвяты — Велиж — Смоленск. Имеется автобусная остановка на трассе. Население 13 человек (на 2010 год).